# Agrostis lithuanica
Agrostis lithuanica é uma espécie de gramínea do gênero Agrostis, pertencente à família Poaceae.